# Liste des provinces et territoires d'outre-mer des Pays-Bas par point culminant
Cette liste recense les points culminants des Pays-Bas.

## Liste

### Généralités
Le point culminant du royaume des Pays-Bas se situe sur l'île de Saba, au sommet du mont Scenery (887 m) ; celui de la partie européenne du pays est situé dans le Limbourg, au sommet du Vaalserberg (327 m). À part ce dernier, tous les points culminants des territoires néerlandais d'outre-mer sont plus élevés que ceux des provinces de la partie européenne.
Le point culminant de plusieurs provinces est artificiel (décharge, etc.) :
- Brabant-Septentrional : le point naturel le plus élevé de la province est le Venakkerbos (44 m) ; le point culminant se situe sur l'ancienne décharge de Gulbergen (nl) (62 m).
- Drenthe : le point culminant naturel est le Leewal (28 m) ; la colline de la Vuil Afvoer Maatschappij (nl) culmine à 62 m.
- Flevoland : la province culminait sur le village d'Urk à 3 m d'altitude ; l'Almere Boven, dans le Cirkelbos (nl), est une colline d'observation artificielle culminant à 29 m.
- Groningue : le point culminant naturel est situé au Hasseberg (nl) (14 m) ; la province culmine au centre sportif de Kardinge (nl) (30 m).

### Métropole
La liste suivante recense les points culminants des douze provinces européennes des Pays-Bas. Les altitudes sont données par rapport au niveau normal d'Amsterdam.
| Territoire              | Point culminant                             | Commune             | Altitude (m) | Coordonnées                 | Image                                  |
| ----------------------- | ------------------------------------------- | ------------------- | ------------ | --------------------------- | -------------------------------------- |
| Brabant-Septentrional   | Gulbergen (nl)                              | Geldrop-Mierlo      | 44           | 51° 27′ 17″ N, 5° 34′ 33″ E | Vue au sommet du Gulbergen.            |
| Drenthe                 | Colline de la Vuil Afvoer Maatschappij (nl) | Midden-Drenthe      | 63           | 52° 47′ 24″ N, 6° 31′ 30″ E | Vue du sommet de la colline de la VAM. |
| Flevoland               | Almere Boven (nl)                           | Almere              | 29           | 52° 19′ 25″ N, 5° 17′ 28″ E |                                        |
| Frise                   | Vuurboetsduin (nl)                          | Vlieland            | 45           | 53° 17′ N, 5° 03′ E         |                                        |
| Groningue               | Kardingerheuvel (nl)                        | Groningue           | 30           | 53° 14′ 25″ N, 6° 35′ 37″ E |                                        |
| Gueldre                 | Signaal Imbosch (nl)                        | Rheden              | 110          | 52° 02′ 18″ N, 5° 59′ 56″ E |                                        |
| Hollande-Méridionale    | Vlaggeduin                                  | Katwijk             | 37           | 52° 11′ 35″ N, 4° 24′ 11″ E |                                        |
| Hollande-Septentrionale | Catrijper Nok (nl)                          | Bergen              | 55           | 52° 42′ 51″ N, 4° 40′ 38″ E |                                        |
| Limbourg                | Vaalserberg                                 | Vaals               | 322          | 50° 45′ 17″ N, 6° 01′ 15″ E | Vaalserberg                            |
| Overijssel              | Tankenberg                                  | Losser              | 85           | 52° 19′ 23″ N, 6° 57′ 18″ E | Chapelle sur le Tankenberg.            |
| Utrecht                 | Amerongse Berg (nl)                         | Utrechtse Heuvelrug | 69           | 52° 00′ 29″ N, 5° 28′ 59″ E |                                        |
| Zélande                 | Groot Valkenisse (nl)                       | Veere               | 49           | 51° 29′ 38″ N, 3° 30′ 22″ E |                                        |

### Outre-mer
La liste suivante recense les points culminants des territoires néerlandais d'outre-mer (Pays-Bas caribéens et pays constitutifs du royaume des Pays-Bas).
| Territoire     | Point culminant     | Altitude (m) | Coordonnées                         | Image                                                       |
| -------------- | ------------------- | ------------ | ----------------------------------- | ----------------------------------------------------------- |
| Aruba          | Mont Jamanota       | 188          | 12° 29′ 13″ nord, 69° 56′ 28″ ouest | Vue du mont Jamanota, Aruba.                                |
| Bonaire        | Brandaris           | 240          | 12° 15′ 00″ nord, 68° 22′ 59″ ouest | Vue du Brandaris dans le Washington-Slagbaai National Park. |
| Curaçao        | Christoffelberg     | 371          | 12° 19′ 59″ nord, 69° 07′ 01″ ouest | Christoffelberg                                             |
| Saba           | Mont Scenery        | 887          | 17° 38′ 06″ nord, 63° 14′ 20″ ouest | Mont Scenery                                                |
| Saint-Eustache | Quill               | 601          | 17° 28′ 48″ nord, 62° 57′ 43″ ouest | Vue du Quill depuis le nord-ouest.                          |
| Saint-Martin   | Mont Flagstaff (nl) | 361          | 18° 03′ 50″ nord, 63° 03′ 11″ ouest |                                                             |